# مجاری نیم‌دایره‌ای
مجاری نیم‌دایره‌ای (به انگلیسی: Semicircular canals)
 یا کانال‌های نیم‌دایره‌ای سه نیم‌دایره متصل به هم هستند که در داخلی ترین بخش گوش یعنی گوش درونی واقع شده اند. این سه کانال عبارت‌اند از افقی، فوقانی و پسین.
هر کانال با مایعی به نام اندولنف پر شده و درون این مایعات حسگرهای حرکتی‌ای وجود دارد که به وسیله آن، این حسگر می‌تواند حرکات چرخشی سر را به ورودی‌های حسی تبدیل کند. 